# Jazz blues
O Jazz blues (ou blues jazz) é qualquer estilo musical que combine jazz e blues. Entretanto, o jazz é considerado como tendo algumas de suas raízes no blues, quase sempre contendo notas de blues e riffs de blues. Portanto, os termos são geralmente utilizados para se referir a bandas ou músicos que tenham um estilo de blues distinto, enquanto também uso da harmonia e da melodia comumemnte associadas ao jazz.
O termo jazz blues é também utilizado por músicos de jazz para se referirem especificamente ao tom que segue o padrão de progressão de acordes Twelve-bar blues, enquanto alteram a progressão de acordes e a improsisação para se adaptar ao estilo jazz. Tais tons são extremamente comuns no repertório do jazz.